# 딜리
딜리(테툼어: Dili, 포르투갈어: Díli)는 티모르섬 북동부에 위치하는 동티모르의 수도이자, 동티모르 최대의 도시이다. 인구는 약 22만명으로 1520년에 포르투갈의 식민지로 건설되었다. 소순다 열도의 가장 동쪽, 티모르섬의 북쪽 해안에 위치한다. 딜리는 동티모르의 주요한 항구이자 상업 중심이다. 또한 동티모르의 독립 운동 지도자였던 니콜라우 두스 헤이스 로바투(Nicolau dos Reis Lobato)에서 이름을 딴 프레지덴트 니콜라우 로바투 국제공항이 있으며, 공항은 상업과 군사용으로 이용 중이다. 딜리는 남위 8° 34′  동경 125° 34′  / 남위 8.567°  동경 125.567° 에 위치한다. 딜리현의 현도이기도 하다.

## 역사
딜리는 약 1520년에 포르투갈인이 정착했으며, 1769년에 그들은 이곳을 포르투갈령 티모르의 수도로 만들었다. 제2차 세계대전 동안, 딜리는 일본인들에 의해 점령되었다. 동티모르는 1975년 11월 28일에 포르투갈로부터 일방적으로 독립 선언을 하였다. 그러나 독립 선언을 한 지 9일이 지난 12월 7일 인도네시아의 군대가 딜리를 침공하였다. 1976년 7월 17일에 인도네시아는 동티모르를 합병했으며, 동티모르에 동티모르주(Timor Timur)라는 인도네시아어 이름과 함께, 인도네시아의 27번째 주로 지명했다. 그러나, 게릴라전이 몇몇 동티모르 주민과 상당한 외국의 시민들이 죽임을 당하는 동안, 1975년부터 1999년까지 인도네시아인과 독립군 사이에서 일어났다. 1991년 딜리 학살의 미디어 보도는 동티모르인의 독립 운동을 위한 국제적인 지지를 활성화시키는데 도움을 주었다. 1999년 동티모르는 UN 지도 아래 들어가게 되었으며, 2002년 5월 20일에, 딜리는 새롭게 독립한 티모르-레스테 민주 공화국의 수도가 되었다. 2006년 5월에, 싸움과 폭동은 도시에 상당한 피해를 일으킨 군사 요소들 사이에 전투로 인해 발단이 되었으며 체제를 회복하기 위한 외국의 군사 중재를 이끌었다.

## 기후
| Dili (1914-1963)의 기후  | Dili (1914-1963)의 기후 | Dili (1914-1963)의 기후 | Dili (1914-1963)의 기후 | Dili (1914-1963)의 기후 | Dili (1914-1963)의 기후 | Dili (1914-1963)의 기후 | Dili (1914-1963)의 기후 | Dili (1914-1963)의 기후 | Dili (1914-1963)의 기후 | Dili (1914-1963)의 기후 | Dili (1914-1963)의 기후 | Dili (1914-1963)의 기후 | Dili (1914-1963)의 기후 |
| 월                       | 1월                     | 2월                     | 3월                     | 4월                     | 5월                     | 6월                     | 7월                     | 8월                     | 9월                     | 10월                    | 11월                    | 12월                    | 연간                    |
| ------------------------ | ----------------------- | ----------------------- | ----------------------- | ----------------------- | ----------------------- | ----------------------- | ----------------------- | ----------------------- | ----------------------- | ----------------------- | ----------------------- | ----------------------- | ----------------------- |
| 역대 최고 기온 °C (°F)   | 36.0 (96.8)             | 35.5 (95.9)             | 36.6 (97.9)             | 36.0 (96.8)             | 35.7 (96.3)             | 36.5 (97.7)             | 34.1 (93.4)             | 35.0 (95.0)             | 34.0 (93.2)             | 34.5 (94.1)             | 36.0 (96.8)             | 35.5 (95.9)             | 36.6 (97.9)             |
| 일평균 최고 기온 °C (°F) | 31.3 (88.3)             | 31.1 (88.0)             | 31.2 (88.2)             | 31.5 (88.7)             | 31.3 (88.3)             | 30.7 (87.3)             | 30.2 (86.4)             | 30.1 (86.2)             | 30.3 (86.5)             | 30.5 (86.9)             | 31.4 (88.5)             | 31.1 (88.0)             | 30.9 (87.6)             |
| 일일 평균 기온 °C (°F)   | 27.7 (81.9)             | 27.6 (81.7)             | 27.4 (81.3)             | 27.4 (81.3)             | 27.0 (80.6)             | 26.8 (80.2)             | 25.5 (77.9)             | 25.1 (77.2)             | 25.4 (77.7)             | 26.0 (78.8)             | 27.2 (81.0)             | 27.4 (81.3)             | 26.6 (79.9)             |
| 일평균 최저 기온 °C (°F) | 24.1 (75.4)             | 24.1 (75.4)             | 23.5 (74.3)             | 23.5 (74.3)             | 22.8 (73.0)             | 21.9 (71.4)             | 20.8 (69.4)             | 20.1 (68.2)             | 20.5 (68.9)             | 21.5 (70.7)             | 23.0 (73.4)             | 23.6 (74.5)             | 22.4 (72.3)             |
| 역대 최저 기온 °C (°F)   | 19.0 (66.2)             | 16.2 (61.2)             | 16.5 (61.7)             | 18.2 (64.8)             | 13.2 (55.8)             | 14.5 (58.1)             | 12.4 (54.3)             | 11.8 (53.2)             | 13.4 (56.1)             | 16.1 (61.0)             | 18.0 (64.4)             | 16.7 (62.1)             | 11.8 (53.2)             |
| 평균 강우량 mm (인치)    | 139.5 (5.49)            | 138.7 (5.46)            | 132.7 (5.22)            | 104.3 (4.11)            | 74.9 (2.95)             | 58.4 (2.30)             | 20.1 (0.79)             | 12.1 (0.48)             | 9.0 (0.35)              | 12.8 (0.50)             | 61.4 (2.42)             | 144.9 (5.70)            | 908.8 (35.77)           |
| 평균 강우일수 (≥ 1.0 mm) | 13                      | 13                      | 11                      | 9                       | 6                       | 4                       | 3                       | 1                       | 1                       | 2                       | 6                       | 11                      | 80                      |
| 평균 상대 습도 (%)       | 80                      | 82                      | 80                      | 77                      | 75                      | 72                      | 71                      | 70                      | 71                      | 72                      | 73                      | 77                      | 75                      |
| 평균 월간 일조시간       | 189.1                   | 161.0                   | 235.6                   | 234.0                   | 266.6                   | 246.0                   | 272.8                   | 291.4                   | 288.0                   | 297.6                   | 270.0                   | 220.1                   | 2,972.2                 |
| 평균 일일 일조시간       | 6.1                     | 5.7                     | 7.6                     | 7.8                     | 8.6                     | 8.2                     | 8.8                     | 9.4                     | 9.6                     | 9.6                     | 9.0                     | 7.1                     | 8.1                     |
| 출처: 독일 기상청        |                         |                         |                         |                         |                         |                         |                         |                         |                         |                         |                         |                         |                         |

## 자매 도시
- 포르투갈, 코임브라
- 오스트레일리아, 다윈